# دژ لی‌کالا

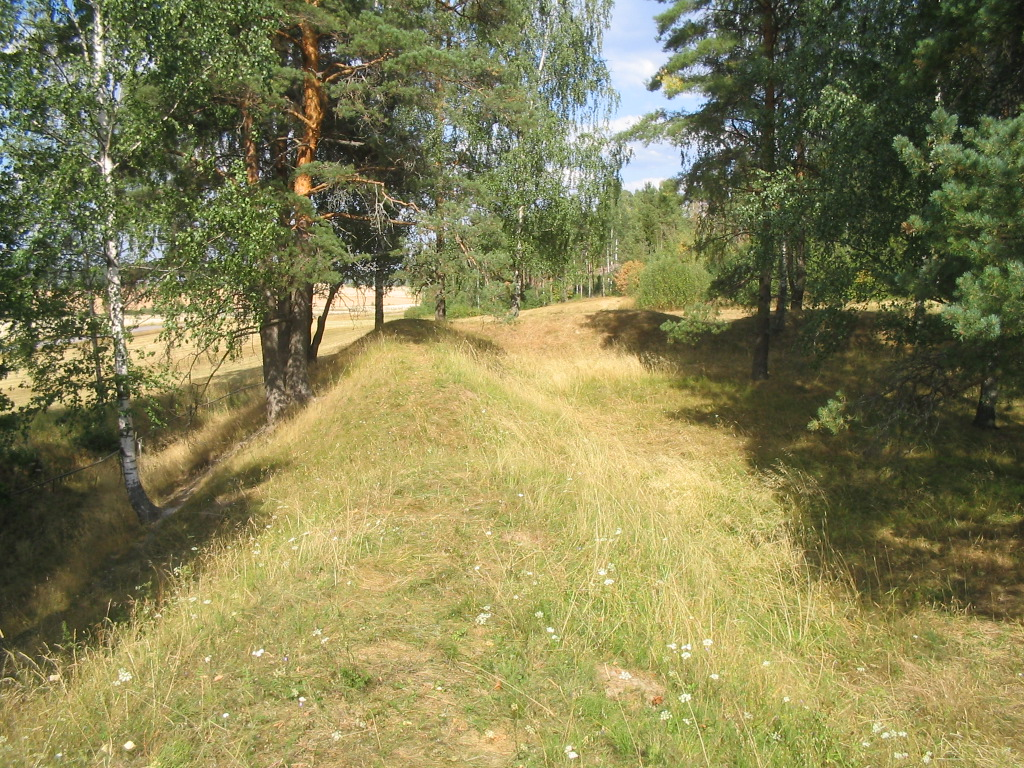
بقایای دژ لی‌کالا

دژ لی‌کالا قلعه ای در کوولا فنلاند است. این بنا در سال ۱۷۹۰ به عنوان بخشی از یک سیستم استحکامات بزرگتر در جنوب شرقی فنلاند برای محافظت از سن پترزبورگ، پایتخت امپراتوری روسیه ساخته شد.
لی‌کالا در تقاطع چهار راه آنیالا، هامینا، کوولا وکیپینن واقع شده‌است. در طول جنگ کلاه‌ها (جنگ روسیه و سوئد طی ۱۷۴۱–۱۷۴۳)، روس‌ها یک اردوگاه نظامی در این منطقه ساختند که مهم‌ترین استحکامات ممکن مربوط به آن زمان بود. در طول جنگ، اهمیت استحکامات آشکار شد زیرا نیروهای سوئدی سعی کردند از طریق لی‌کالا به سمت هامینا پیش بروند. در سال ۱۷۹۰، روس‌ها شروع به ساخت دژ لی‌کالا به عنوان محافظی برای دژ هامینا کردند تا در صورت نیاز بتوان از هامینا نیروهای کمکی فراخوانی کرد.
پس از جنگ فنلاند، مرز به خلیج بوتنی منتقل شد و این دژ اهمیت دفاعی خود را از دست داد و در نهایت متروک شد. در طول جنگ زمستانی، یک توپ ضدهوایی بر روی تپه دژ نصب شد.